# Batalla de Villa de Álvarez
La batalla de Villa de Álvarez tuvo lugar el 29 de enero de 1867 en Villa de Álvarez, en el estado de Colima, México, entre elementos del ejército mexicano de la república, al mando del general Julio García, el coronel Filomeno Bravo y el mayor Miguel García Topete y tropas francesas al servicio del Segundo Imperio Mexicano del sexto batallón imperialista comandadas por el general Felipe N. Chacón compuesta de soldados franceses y conservadores mexicanos durante la Segunda Intervención Francesa en México el 29 de enero de 1867, el resultado fue una victoria mexicana. 
Los imperialistas fueron derrotados totalmente cuando se dirigían por los callejones en dirección a la “Cruz Gorda”, por lo que no pudieron maniobrar, perdiendo armas, equipo y una pieza rayada.
- Datos: Q5723131